# Novkhani
Novkhani est un village de la région d'Abcheron en Azerbaïdjan.

## Histoire
Novkhani a été fondée au XVIIe siècle. La mosquée Chah Sultan Hussein, construite au XVIIIe siècle, est située dans ce village.

## Personnes célèbres
- Lotfi Zadeh  -  mathématicien, informaticien, ingénieur en électricité, chercheur en intelligence artificielle et professeur émérite en informatique[2].
- Mohammed Émin Résulzadé - homme d'État, personnalité publique et l'un des fondateurs de la République démocratique d'Azerbaïdjan, président du Conseil national azerbaïdjanais (1918).
- Mehdi Huseynzadé - guérillero et éclaireur azerbaïdjanais pendant la Seconde Guerre mondiale. Héros de l'Union soviétique
- Azim Azimzade - peintre et graphiste, fondateur du graphisme satirique azerbaïdjanais, artiste du peuple de la RSS d'Azerbaïdjan (1927).
- Suleyman Rustam -  poète du peuple de la RSS d'Azerbaïdjan (1960).
- Ummulgulsum - poètesse
- Ogtay Sadigzade - peintre

## Population
Selon le recensement de 2009, le village a une population de 8 409.

## Galerie

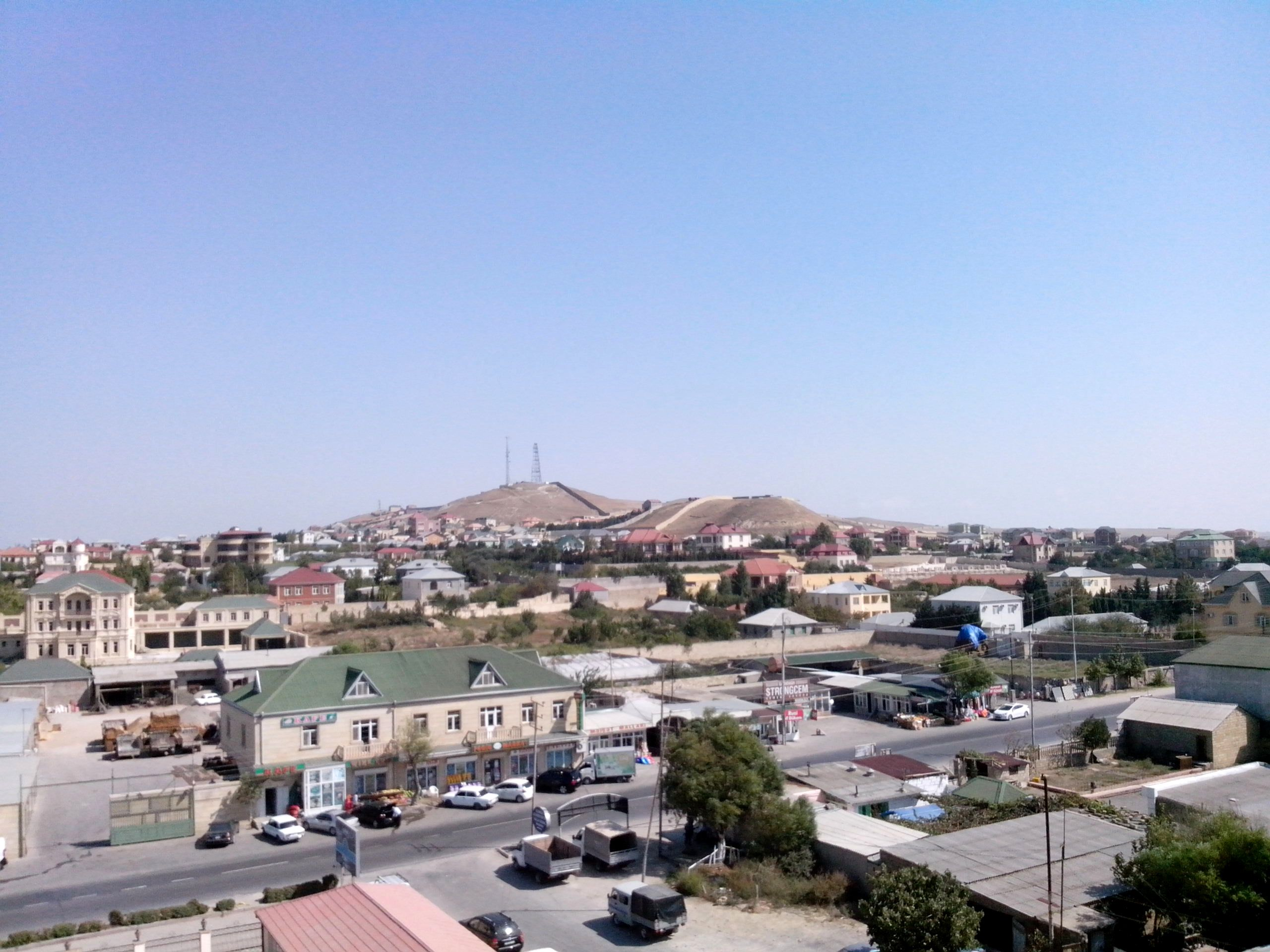
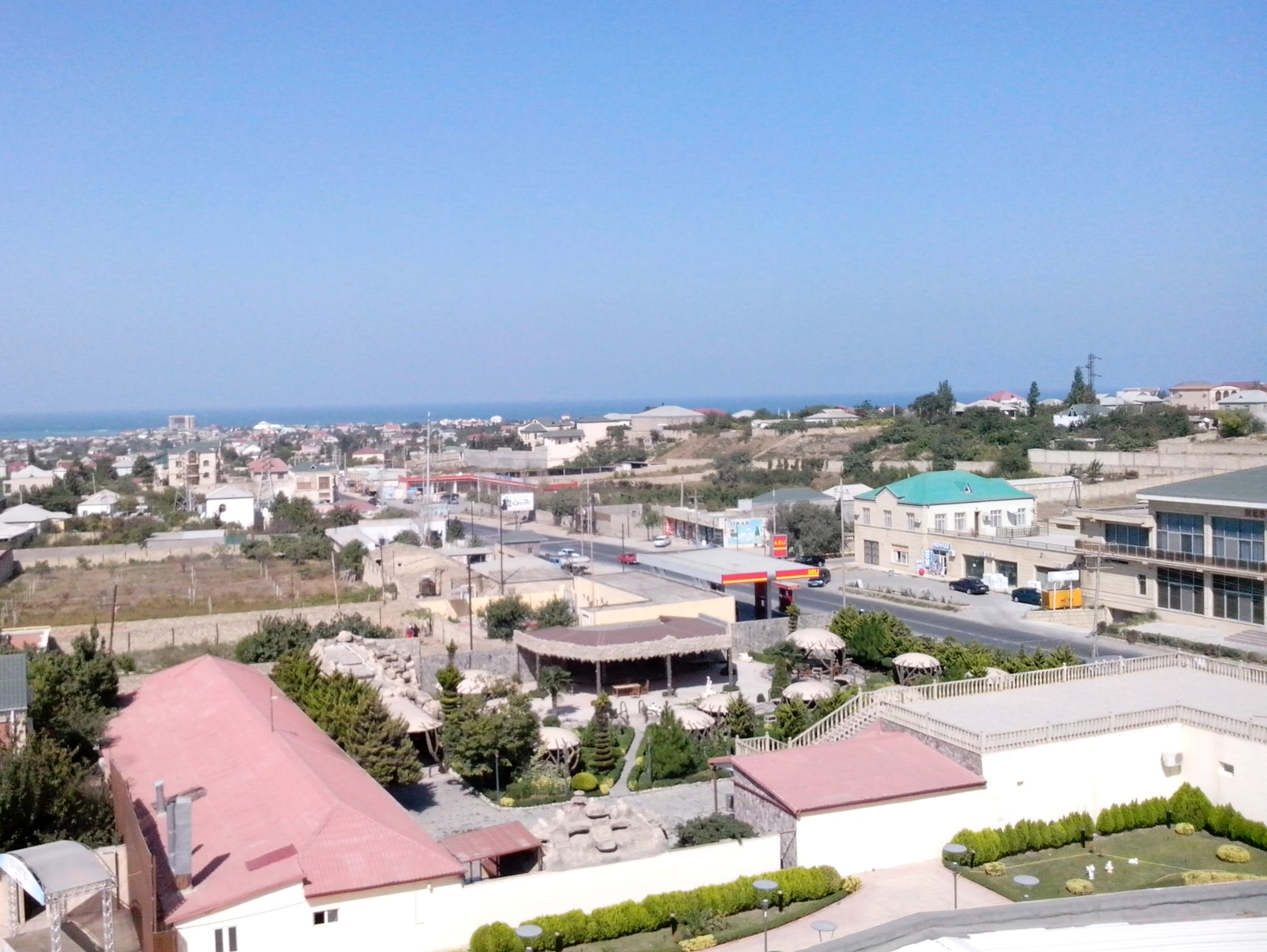